# Ray Park
Ray Park, all'anagrafe Raymond Michael James Park Eyes (Glasgow, 23 agosto 1974), è un attore, stuntman e artista marziale britannico.
È noto soprattutto per aver interpretato i personaggi di Darth Maul nel film Star Wars - Episodio I - La minaccia fantasma (1999) e Solo: A Star Wars Story (2018), di Toad nel film X-Men (2000) oltre a quello di Snake Eyes nei film G.I. Joe - La nascita dei Cobra (2009) e G.I. Joe - La vendetta (2013).

## Biografia
All'età di sette anni si trasferisce con la famiglia a Londra, dove impara le arti marziali. Ottiene la cintura nera di secondo grado nel kung fu, e all'età di sedici anni il primo posto della sua categoria nel campionato britannico di arti marziali.
La sua carriera cinematografica comincia nel 1997 come stuntman nel film Mortal Kombat - Distruzione totale nel quale sostituisce in alcune scene gli attori Robin Shou e James Remar, e ricopre anche alcuni ruoli da mostro. Nel 1999 partecipa al film Il mistero di Sleepy Hollow, come controfigura di Christopher Walken nelle scene di combattimento del cavaliere senza testa. Il suo primo vero ruolo da attore arriva tra il 1999 e il 2000, con i film Star Wars - Episodio I - La minaccia fantasma e X-Men, dove interpreta i personaggi iconici che gli daranno maggiore fama: Darth Maul e Toad. Segue la sua partecipazione in Ballistic del 2002 dove lo si vede nelle scene finali in un combattimento con Lucy Liu.
Nel 2009 ha interpretato Snake Eyes nel film G.I. Joe - La nascita dei Cobra e la guardia numero 002 nel film Fanboys. Nello stesso anno ha partecipato alla quarta stagione di Heroes nel ruolo di Edgar. Nel 2012 torna a vestire i panni di Snake Eyes in G.I. Joe - La vendetta. Nel 2018 ritorna ad interpretare lo spietato Darth Maul, seppur in un breve cameo, nel film Solo: A Star Wars Story, nel quale è doppiato da Sam Witwer, voce dello zabrak in The Clone Wars e in Star Wars Rebels. Nel 2019, durante la Star Wars Celebration, Dave Filoni ha rivelato che Park ha ripreso il ruolo di Maul nell'ultima stagione di The Clone Wars grazie alla motion capture.

### Vita privata
Ha una moglie e due figli.

## Filmografia parziale

### Cinema
- Mortal Kombat - Distruzione totale (Mortal Kombat: Annihilation), regia di John R. Leonetti (1997)
- Il mistero di Sleepy Hollow (Sleepy Hollow), regia di Tim Burton (1999)
- Star Wars - Episodio I - La minaccia fantasma (Star Wars: Episode I - The Phantom Menace), regia di George Lucas (1999)
- X-Men, regia di Bryan Singer (2000)
- Ballistic (Ballistic - Sever vs Ecks), regia di Wich Kaosayananda (2002)
- G.I. Joe - La nascita dei Cobra (G.I. Joe: The Rise of Cobra), regia di Stephen Sommers (2009)
- Fanboys, regia di Kyle Newman (2009)
- The King of Fighters, regia di Gordon Chan (2010)
- G.I. Joe - La vendetta (G.I. Joe: Retaliation), regia di Jon M. Chu (2013)
- Solo: A Star Wars Story, regia di Ron Howard (2018) - cameo
- Accident Man, regia di Jesse V. Johnson (2018)

### Televisione
- La leggenda di Bruce Lee - serie TV, 4 episodi (2008)